# Emily Alyn Lind

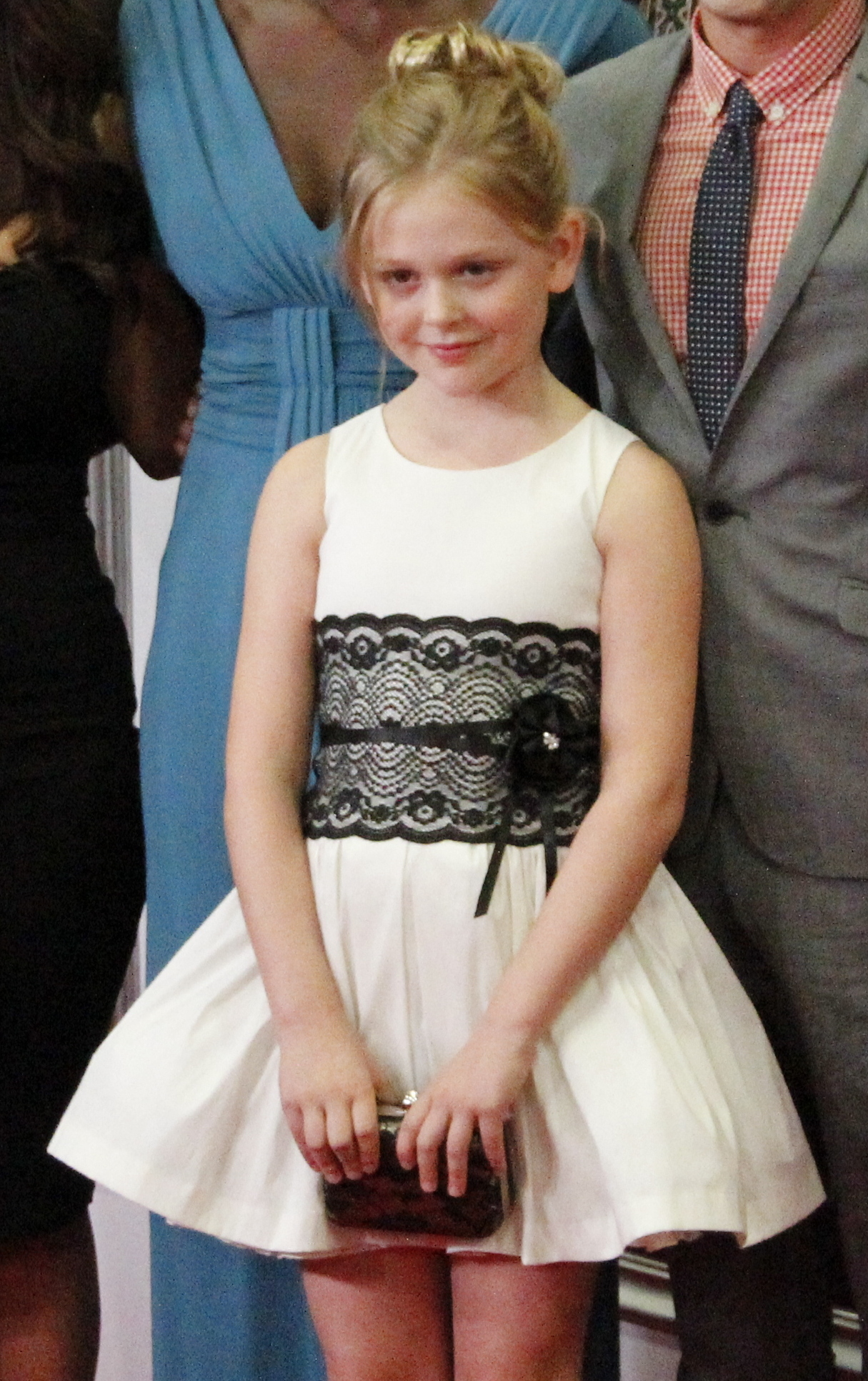
Lind en la premier de Won't Back Down en Nueva York, Teatro Ziegfeld, septiembre de 2012.

Emily Alyn Lind (Chicago, Illinois, 6 de mayo de 2002) es una actriz y cantante estadounidense. Es conocida por su rol de Melanie en la comedia de terror The Babysitter y su secuela The Babysitter: Killer Queen, además de interpretar a Audrey Hope en Gossip Girl, y a Cadence Sinclair Eastman en Éramos Mentirosos.

## Primeros años y carrera
Emily Alyn Lind hizo su debut cinematográfico en 2008 en The Secret Life of Bees. Desde entonces ha aparecido en películas como Dear Dumb Diary, Enter the Void, J. Edgar, The Haunting in Connecticut 2: Ghosts of Georgia y Movie 43. Ha interpretado a Emma Lavery en el serial televisivo All My Children.
Ella ha tenido papeles recurrentes en la serie de televisión Revenge como la joven Amanda Clarke, así como en Eastwick como Emily Gardener. También ha aparecido en series tales como Days of Our Lives, Medium, Flashpoint, Criminal Minds, Suburgatory y Hawaii Five-0. En 2017, Lind fue ascendida a un papel protagónico en el drama médico Code Black de la CBS para la tercera temporada de la serie, después de aparecer como el personaje de Ariel durante las dos primeras temporadas del programa.
Lind interpretó a Melanie en la película de comedia de terror, The Babysitter, que fue estrenada en Netflix en 2017. Repitió su papel en la secuela, The Babysitter: Killer Queen. En 2018, Lind interpretó a Snakebite Andi en la película Doctor Sueño de 2019, basada en la novela homónima de Stephen King y secuela de El resplandor.
En marzo de 2020, se anunció que Lind protagonizará el próximo drama adolescente de HBO Max, Gossip Girl.
El 30 de mayo de 2024 se anunció que fue escogida como Cadence Sinclair Eastman, la protagonista de la serie “Éramos mentirosos”, adaptación del libro de E. Lockhart con el mismo nombre.

## Vida personal
Lind es hija del productor John Lind y de la actriz Barbara Alyn Woods. Tiene una hermana mayor, Natalie Alyn Lind, y una hermana menor, Alyvia Alyn Lind, que también son actrices.

## Filmografía
| Año  | Título                                           | Papel          | Notas              |
| ---- | ------------------------------------------------ | -------------- | ------------------ |
| 2008 | The Secret Life of Bees                          | Lily (niña)    |                    |
| 2009 | Enter the Void                                   | Linda (niña)   |                    |
| 2010 | Blood Done Sign My Name                          | Julie Tyson    |                    |
| 2011 | J. Edgar                                         | Shirley Temple |                    |
| 2012 | Won't Back Down                                  | Malia          |                    |
| 2013 | The Haunting in Connecticut 2: Ghosts of Georgia | Heidi          |                    |
| 2013 | All American Christmas Carol                     | Cindy (niña)   |                    |
| 2013 | Movie 43                                         | Cumpleañera    | Segmento: «Beezel» |
| 2014 | Jackie & Ryan                                    | Lia            |                    |
| 2014 | Mockingbird                                      | Abby           |                    |
| 2015 | Hidden                                           | Zoe            |                    |
| 2016 | Lights Out                                       | Sophie (niña)  |                    |
| 2017 | The Babysitter                                   | Melanie        |                    |
| 2017 | Replicas                                         | Sophia         |                    |
| 2019 | Doctor Sueño                                     | Snakebite Andi |                    |
| 2020 | The Babysitter: Killer Queen                     | Melanie        |                    |
| 2024 | Ghostbusters: Frozen Empire                      | Melody         |                    |

| Año       | Título                                  | Papel                    | Notas                                                            |
| --------- | --------------------------------------- | ------------------------ | ---------------------------------------------------------------- |
| 2009      | Days of our Lives                       | Grace                    | 1 episodio                                                       |
| 2009      | Eastwick                                | Emily Gardener           | Rol recurrente, 5 episodios                                      |
| 2010      | Who Is Clark Rockefeller?               | Reigh 'Snooks' Boss      | Telefilme                                                        |
| 2010      | Medium                                  | Niña de seis años        | Episodio «There Will Be Blood... Type B»                         |
| 2010      | All My Children                         | Emma Lavery              | Rol recurrente, 16 episodios                                     |
| 2010      | Flashpoint                              | Alexis (niña)            | Episodio «Jumping at Shadows»                                    |
| 2010      | Criminal Minds                          | Ana Brooks               | Episodio «Into the Woods»                                        |
| 2010      | November Christmas                      | Vanessa Marks            | Telefilme                                                        |
| 2010      | Sundays at Tiffany's                    | Jane (niña)              | Telefilme                                                        |
| 2011      | Prep & Landing: Naughty vs. Nice        | Grace Goodwin            | Voz; corto televisivo                                            |
| 2011–2015 | Revenge                                 | Amanda Clarke (niña)     | Papel recurrente, 17 episodios                                   |
| 2012      | Beautiful People                        | Tina                     | Telefilme                                                        |
| 2012      | Hawaii Five-0                           | Lucy                     | Episodio «Huaka'I Kula»                                          |
| 2013      | Untitled Larry Dorf/Ben Falcone Project | Hannah                   | Piloto televisivo sin continuidad                                |
| 2013      | Dear Dumb Diary                         | Jamie Kelly              | Telefilme                                                        |
| 2014      | Suburgatory                             | Nadia Nergen             | Episodio «No, You Can't Sit with Us»                             |
| 2014      | Mind Games                              | Della                    | Episodio «Embodied Cognition»                                    |
| 2015-2018 | Code Black                              | Ariel                    | Papel recurrente (temporadas 1-2); papel principal (temporada 3) |
| 2016      | Rush Hour                               | Cristin Sanders          | Episodio «Prisoner of Love»                                      |
| 2021      | Gossip Girl                             | Audrey Hope              | Papel principal                                                  |
| 2025      | Éramos Mentirosos                       | Cadence Sinclair Eastman | Papel principal                                                  |

## Premios y nominaciones
| Año  | Premio                           | Categoría                                                                               | Obra                             | Resultado | Ref.   |
| ---- | -------------------------------- | --------------------------------------------------------------------------------------- | -------------------------------- | --------- | ------ |
| 2011 | Premios Nacionales Artista Joven | Mejor actriz de reparto                                                                 | November Christmas               | Ganadora  | [ 10 ] |
| 2012 | Premios Artista Joven            | Mejor actuación en una serie de televisión - Actriz joven recurrente de hasta diez años | Revenge                          | Ganadora  |        |
| 2012 | Premios Artista Joven            | Mejor actuación en un papel de doblaje - Actriz joven                                   | Prep & Landing: Naughty vs. Nice | Nominada  |        |